# Sampigny-lès-Maranges
Sampigny-lès-Maranges település Franciaországban, Saône-et-Loire megyében. Lakosainak száma 134 fő (2022. január 1.). Sampigny-lès-Maranges Dezize-lès-Maranges, Cheilly-lès-Maranges, Paris-l’Hôpital és Saint-Sernin-du-Plain községekkel határos.

## Népesség
A település népessége az elmúlt években az alábbi módon változott:
| Lakosok száma | 169  | 151  | 150  | 143  | 145  | 143  | 140  | 137  | 134  |
|               | 2013 | 2015 | 2016 | 2017 | 2018 | 2019 | 2020 | 2021 | 2022 |